# Сакуров, Игорь Анатольевич
И́горь Анато́льевич Саку́ров (род. 3 августа 1963 года, Ярославль, СССР) — русский художник-иллюстратор книг Бориса Акунина, живописец и автор множества графических работ, член Союза художников России.

## Биография
Родился 3 августа 1963 года в городе Ярославле.
1989—1992 — учёба в Ярославском художественном училище.
1992—1998 — учёба в Московском Полиграфическом институте на факультете художественно-технологического оформления печатной продукции (мастерская А. А. Ливанова).
С 2000 года член Союза художников России.
С 1992 года сотрудничает с различными издательствами в качестве книжного иллюстратора.
С 2005 года работает над иллюстрированием произведений Бориса Акунина.

## Творчество

Иллюстрация к сборнику повестей и рассказов Б. Акунина "Нефритовые четки", 2006
Иллюстрация к роману Б. Акунина "Любовница смерти", 2010
Иллюстрация к роману Б. Акунина "Пиковый валет", 2007

"Ностальгический трамвай". Бумага, гуашь, 36 х 46 см, 2016 год
"Арка. Ночь". Бумага, гуашь, 45 х 35 см, 1990 год
"... А с детства была крылатой". Холст, масло, 42 х 35 см, 1990 год

С 1992 года Игорь Сакуров активно сотрудничает в качестве книжного иллюстратора с престижными столичными издательствами «Детская литература», «ОЛМА», «Дрофа», «Белый город», «Захаров» и другими, а также с ярославскими издательствами «Издатель Александр Рутман», «Нюанс», «Академия развития» и т. д.
Среди наиболее известных — иллюстрации к книге «Дуэли. Судьбы великих людей России» (Издательство «Белый город», Москва, 2001); «Жизнь и приключения ярославцев в обеих столицах Российской империи» Ярослава Смирнова (Издательство «Александр Рутман», Ярославль, 2002); «Рассказы» Джона Стейнбека (Издательство «Айрис-Пресс», Москва, 2000); «Старик и море» Эрнеста Хемингуэя (Из серии «Школьная библиотека». Издательство «Детская литература», Москва, 2003).
После встречи с Борисом Акуниным в 2005 году произведения этого автора стали центральными в творчестве Сакурова, хотя он продолжает временами иллюстрировать книги, которые ему лично нравятся.
Интересный факт: восемь лет книги Акунина о Фандорине выходили без иллюстраций, и художник сам предложил автору свои работы. Так началось их многолетнее совместное творчество, и сейчас романы про приключения великого сыщика невозможно представить без иллюстраций Сакурова.
«Мне кажется, он вполне может считаться соавтором. Без его рисунков пропадет весь смысл затеи», — объяснил Борис Акунин значение иллюстрации для его творчества.
«Игорь Сакуров — мой давний соавтор по „Приключениям Эраста Фандорина“, а теперь еще и по серии „Роман-кино“ — пишет Акунин в своем блоге. — Сейчас, когда искусство книжного иллюстратора стало почти реликтовым, Игорь — один из очень немногих настоящих мастеров этого сверхсложного, деликатного жанра. И мне, и моим читателям с ним очень повезло. Это очень редко случается, чтобы кто-то видел твой мир таким же, каким ты видишь его сам. И видит даже лучше, чем ты: сочнее, точнее, детальней. Теперь Фандорин и его верный друг Маса для меня выглядят так, как их изображает Сакуров.»
Однако Игорь Сакуров не только великолепный иллюстратор со своим видением материала, но и талантливый мастер «натурного» рисования. Работы Игоря Анатольевича находятся в музейных собраниях Ярославля, в российских и зарубежных частных коллекциях. Он участник областных и республиканских выставок, Международного АРТ-салона, Стокгольм (Швеция).
Среди его живописных работ прежде всего привлекают написанные по ярославским мотивам. С этюдником и блокнотом художник побывал в Марокко, на Балканах, а также в Венеции и Барселоне, Праге, Париже, Брюсселе и многих других городах.
«Игорь Сакуров великолепный портретист, что подтвердят его многочисленные друзья и знакомые, удостоившиеся чести ему позировать. Хорошо видно, как любит художник своих близких. Портреты жены и дочери запоминаются надолго. И, конечно, прочная и постоянная любовь Сакурова к искусству Страны восходящего солнца не могла не отразиться в его живописи.» — В.И. Жельвис, доктор филологических наук.

## Награды
- В 2013 году стал лауреатом Областной премии им. А. М. Опекушина за цикл иллюстраций к роману Б. Акунина «Чёрный город».[1]
- В 2016 году отмечен премией фонда А. И. Лисицына «Общественное признание».[1]

## Выставки
- 1997 «Urbi et Orbi». Ярославский художественный музей, г. Ярославль;
- 1999 «Мой город». Ярославская мэрия, г. Ярославль;
- 2001 «Иллюстратор, но не Adobe». Ярославская областная универсальная научная библиотека им. Н.А.Некрасова, г. Ярославль;
- 2002 «Городские мотивы». Музей истории города Ярославля, г. Ярославль;
- 2011 «Две великие столицы – два великих сыщика» (совместно с Л.Козловым). Российская государственная библиотека искусств, г. Москва;
- 2012 «Эраст Фандорин. Провинциальное путешествие», Ярославская обл., с.Вятское;
- 2012 «Фандорин, Амалия и другие». Российский государственный академический театр драмы им. Ф.Г.Волкова, г. Ярославль;
- 2013 «Фандорин». Галерея G8, г. Москва;[6]
- 2013 «Промежуточные итоги». Выставочный зал Союза художников, г. Ярославль;[7]
- 2014 «Мелодии старого города» (совместно с О.Селянчик). ЦДХ, г. Москва;
- 2015 «Россия – Япония. Диалог двух культур». Концертно-зрелищный центр «Миллениум», г. Ярославль;
- 2016 Участие в выставке «Non-stop». Ярославский художественный музей, г. Ярославль;
- 2018 «Оставаясь верным себе». Выставочный зал Союза художников, г. Ярославль;
- 2018 Экспозиция в Московской торгово-промышленной палате, г. Москва;
- 2018 «Из Японии с любовью». Государственный музей Востока, г. Москва;[8]
- 2019 «Фандорин et cetera» (совместно с К.Тарасовой и С.Яргиным). Городской выставочный зал им. Н.А.Нужина, г. Ярославль;[9]
- 2020 «Дао иллюстратора». Московский Дом Книги, г. Москва;[10]
- 2021 «Bella Italia» (совместно с К. Тарасовой, С. Яргиным, А. Бородиным). Городской выставочный зал им. Н.А.Нужина, г. Ярославль.[11]
- 2022 «Две Венеции» (совм. С К.Тарасовой, С.Яргиным, Анной и Алексеем Бородиными) Городской выставочный зал им. Н. А. Нужина, г. Ярославль[12]
- 2023 «Стремись к совершенству» Выставочный зал Союза художников, г. Ярославль[13]